# Luis Oroño
Luis Alberto Oroño (Rosario, 12 novembre 1955) è un ex cestista e allenatore di pallacanestro argentino.

## Carriera
Con l'Argentina ha disputato i Campionati mondiali del 1986.